# Raiffeisenbank Alteglofsheim-Hagelstadt
Die Raiffeisenbank Alteglofsheim-Hagelstadt eG ist eine Genossenschaftsbank mit Sitz in der bayerischen Gemeinde Hagelstadt im oberpfälzischen Landkreis Regensburg. 

## Geschichte
Die Kreditgenossenschaft wurde am 28. November 1911 unter dem Namen Darlehenskassenverein Hagelstadt-Gailsbach errichtet und am 11. Januar 1912 ins Genossenschaftsregister eingetragen. im Jahr 1958 erfolgte die Verschmelzung des Spar- und Darlehnskassenverein Hagelstadt-Gailsbach eGmbH mit der Raiffeisenkasse Langenerling eGmbH mit dem Sitz in Langenerling zur Raiffeisenkasse Hagelstadt-Gailsbach-Langenerling eGmbH. Im Jahr 1971 wurde letztmals mit der Raiffeisenkasse Alteglofsheim eGmbH mit dem Sitz in Alteglofsheim fusioniert. Seither firmiert die Bank als Raiffeisenbank Alteglofsheim-Hagelstadt eG.

## Rechtsverhältnisse
Die Raiffeisenbank Alteglofsheim-Hagelstadt eG (lt. GnR „Raiffeisenbank Alteglofsheim - Hagelstadt eG“) ist im Genossenschaftsregister beim Amtsgericht Regensburg unter GnR 560 eingetragen.

## Entwicklung seit 1971
| Jahr        | 1971      | 1980       | 1990       | 2000       | 2010        | 2020         | 2024         |
| ----------- | --------- | ---------- | ---------- | ---------- | ----------- | ------------ | ------------ |
| Bilanzsumme | 5.839 TDM | 15.280 TDM | 38.934 TDM | 66.192 TDM | 54.137 TEUR | 117.321 TEUR | 180.244 TEUR |

## Organisationsstruktur
Rechtsgrundlagen sind das Genossenschaftsgesetz und die durch die Generalversammlung beschlossene Satzung. Organe der Bank sind der Vorstand, der Aufsichtsrat und die Generalversammlung.

## Sicherungseinrichtung
Die Raiffeisenbank Alteglofsheim-Hagelstadt ist neben der gesetzlichen Einlagensicherung der amtlich anerkannten Sicherungseinrichtung des Bundesverbandes der Deutschen Volksbanken und Raiffeisenbanken GmbH und der zusätzlichen freiwilligen Sicherungseinrichtung des Bundesverbandes der Deutschen Volksbanken und Raiffeisenbanken e.V. angeschlossen.

## Geschäftsbereich
Die Raiffeisenbank Alteglofsheim-Hagelstadt eG ist sowohl im Privatkunden- als auch im Firmenkundengeschäft tätig. Als regionale Bank betreut sie vornehmlich Kunden aus ihrem Geschäftsgebiet. Die Bank arbeitet mit den Verbundunternehmen der genossenschaftlichen FinanzGruppe Volksbanken Raiffeisenbanken zusammen:
- DZ Bank als genossenschaftliche Zentralbank
- Bausparkasse Schwäbisch Hall
- Union Investment
- DZ Hyp
- Münchener Hypothekenbank
- VR Smart Finanz

Zusätzlich ist die Raiffeisenbank Alteglofsheim-Hagelstadt als Versicherungsvermittler tätig: 
- Allianz-Versicherung
- R+V Versicherung
- Bayerische Versicherungskammer

IT-Dienstleister ist die Atruvia AG.

## Geschäftsgebiet
Das Geschäftsgebiet liegt im Südosten des Landkreises Regensburg. Neben der Hauptstelle besteht eine Filiale in der größeren Nachbargemeinde Alteglofsheim.
An diesen Orten betreibt die Bank Filialen:
- Hagelstadt (Hauptstelle, jur. Sitz)
- Alteglofsheim (Geschäftsstelle)